# Klein Duimpje (Efteling)
Klein Duimpje is een sprookje in het Nederlandse attractiepark de Efteling. Het sprookje opende in 1998. Klein Duimpje bevindt zich langs Repelsteeltje die samen gelijktijdig werden toegevoegd aan het sprookjesbos. Klein Duimpje en de Reus wordt uitgebeeld en zo benoemd in het sprookjesbos. 
Het sprookje is naar ontwerp en ingesproken door Ton van de Ven. 

## Trivia
- Het mutsje van Klein Duimpje is pas toegevoegd in 2004.
- In 2006 vond een grote renovatie plaats aan de reus.
- In 2022 vond een renovatie plaats aan de reus en de omgeving errond.
- Het sprookjesboek, dat een korte samenvatting van het sprookje geeft, werd in 2000 bij het sprookje geplaatst en vernieuwd in 2013.

Lijst van attracties in de Efteling · Lijst van sprookjes in de Efteling · Afbeeldingen